# John Hopkins (acteur)
Pour les articles homonymes, voir John Hopkins et Hopkins.
John Hopkins (né en 1974 à Londres) est un acteur britannique connu pour son rôle de sergent Dan Scott dans la série télévisée Inspecteur Barnaby.

## Biographie
Il étudie l'anglais à l'université de Leeds puis se tourne vers le théâtre. Il étudie à la Royal Academy of Dramatic Art avant d'entrer dans la Royal Shakespeare Company.
Il rejoint la série Inspecteur Barnaby lors de la septième saison, le temps de quatorze épisodes.
Il joue ensuite dans le soap opera Family Affairs (2005), et apparaît dans des séries telles que The Path to 9/11, Robin des bois, La Fureur dans le sang, Mutual Friends, Hotel Babylon, Merlin, Journal intime d'une call girl.
Il joue aussi dans Alice au pays des merveilles de Tim Burton.
En 2017 il rejoint POLDARK dans le rôle de Sir Bassett
Récemment, il a joué au théâtre dans La Tempête de Shakespeare, avec Patrick Stewart.

## Filmographie

### Cinéma
- 2001 : Swimming Pool : La Piscine du danger (The Pool) : Frank
- 2005 : Experiment : Morgan
- 2010 : Alice au pays des merveilles : Lowell
- 2014 : L'Affaire Jessica Fuller : Joe

### Courts-métrages
- 2011 : Love Me or Else
- 2011 : Scenes of an Adult Nature
- 2015 : Baklava

### Télévision

#### Séries télévisées
- 2001 : Love in a Cold Climate : Robert Parker
- 2003 : MI-5 : Anton
- 2003 : Scotland Yard, crimes sur la Tamise : Ian Frogton QC
- 2004-2005 : Inspecteur Barnaby : Sergeant Dan Scott
- 2005 : Family Affairs (en) : Rex Randall
- 2006 : Destination 11 Septembre (The Path to 9/11) : English Reporter
- 2006 : Tripping Over (en) : Nathaniel
- 2007 : Robin des bois : John of York
- 2008 : La Fureur dans le sang : DI Andy Hall
- 2008 : Mutual Friends (en) : Sam Westwood Jones
- 2009 : Hotel Babylon : Phil McGuiness
- 2009 : The Bill : Daniel Pfeiffer
- 2010 : Identity (en) : Justin Curtis
- 2010 : Merlin : Sir Oswald
- 2011 : Casualty : Tom Russell
- 2011 : Dick and Dom's Funny Business (en) : Various
- 2011 : Journal intime d'une call girl : Tom
- 2013 : Dancing on the Edge : Prince George
- 2015 : Catastrophe : Sandy Laybourne
- 2015 : Doctors : Matt Flowers
- 2016 : Lucky Man (Stan Lee's Lucky Man) : Charles Collins
- 2016 : The Lodge : S.J.
- 2017 : Les Enquêtes de Morse : Dr. Dean Powell
- 2017-2018 : Poldark : Sir Francis Basset / Sir Francis Bassett
- 2019 : Agatha Raisin : Tom "Bunchie" Richards

#### Téléfilms
- 2001 : The Life and Adventures of Nicholas Nickleby (en) : Lord
- 2012 : Hacks : Connor Feast
- 2017 : The Child in Time : Secrétaire

### Jeux vidéos
- Hitman 3 : Lucas Grey (voix)[1]